# قناة تشيلسي
قناة تشيلسي، هي قناة تلفزيونية بريطانية، مخصصة لعشاق نادي تشيلسي الإنجليزي لكرة القدم. تم إطلاق القناة لأول مرة في آب 2001 يتم بثها يوميًا من الساعة 10:00 صباحًا وحتى منتصف الليل. القناة ملك لنادي تشيلسي تبث جميع مباريات الفريق بعد 24 ساعة في جميع المسابقات.

## البرامج
تبث قناة تشيلسي بثًا مباشرًا يوميًا من العاشرة صباحًا وحتى منتصف الليل من الإستوديوهات في ستامفورد بريدج.